# Rambo: Last Blood
Rambo: Last Blood és una pel·lícula estatunidenca d'acció dirigida per Adrian Grunberg; el guió està coescrit per Sylvester Stallone i Matthew Cirulnick, a partir d'una història de Stallone i Dan Gordon basada en el personatge de John Rambo creat per l'autor David Morrell per a la seua novel·la First Blood. La història segueix a un veterà de la guerra del Vietnam (interpretat de nou per Stallone) que viatja a Mèxic per salvar la seua filla adoptada, que ha estat segrestada per un càrtel mexicà i forçada a prostituir-se. És una seqüela de Rambo (2008), i és el cinqué títol de la franquícia Rambo. A la pel·lícula també hi apareixen Paz Vega, Sergio Peris-Mencheta, Adriana Barraza, Yvette Monreal, Genie Kim, Joaquín Cosío, i Óscar Jaenada. Ha estat subtitulada al català.

## Sinopsi
Després de lluitar contra els seus dimonis durant dècades, John Rambo viu ara en pau al seu ranxo familiar a Arizona, però el seu descans es veu interromput quan Gabriela, la néta de la seva mestressa de claus María, desapareix després de travessar la frontera amb Mèxic propòsit de conèixer el seu pare biològic. Rambo, que amb els anys s'ha convertit per a Gabriela en una veritable figura paterna, emprèn un viatge desesperat i perillós per trobar-la.

## Repartiment
- Sylvester Stallone com John Rambo
- Paz Vega com Carmen Delgado
- Sergio Peris-Mencheta com Hugo Martinez
- Adriana Barraza com Maria Beltran
- Yvette Monreal com Gabriela Beltran
- Genie Kim aka Yenah Han com Bar Patron
- Joaquín Cosío com Don Manuel
- Pascacio Lopez com "El Flaco"
- Óscar Jaenada com Victor Martinez
- Fenessa Pineda com Gizelle
- Marco de la O com Manuel
- Rick Zingale com Don Miguel
- Manuel Uriza com Dr. Sergio
- Mirka Prieto com Lola / Laura
- Sheila Shah com Alejandra
- Jessica Madsen com Becky
- Úrsula Murayama com dona de Manuel
- Lyubomir Neikov com White Man Brothel

## Rodatge
El rodatge va començar el 2 d'octubre de 2018 a Bulgària. Anteriorment estava previst que comencés l'1 de setembre de 2018, i abans el 27 d'octubre de 2014, a Shreveport, Louisiana. Barraza va filmar les seves escenes a Tenerife. Va acabar el 4 de desembre de 2018.